# Amistad (1813)
La balandra Amistad fue un buque corsario al servicio de las Provincias Unidas del Río de la Plata durante la lucha por la independencia.

## Historia
La Amistad era un buque mercante de la matrícula del puerto de Buenos Aires, propiedad de Guillermo Brown. 
El 18 de marzo de 1813 fue autorizada por resolución del gobierno de las Provincias Unidas del Río de la Plata a efectuar el tráfico fluvial entre Buenos Aires y Colonia del Sacramento. En el mes de junio de ese año fue perseguida en uno de sus viajes por corsarios al servicio de la plaza realista de Montevideo por lo que Brown solicitó y obtuvo autorización para aumentar su tripulación con marineros ingleses ante la "falta de hijos del país" para cumplir esa función.
Tras ser nuevamente perseguida, Brown obtuvo autorización para armar la Amistad en "corso y mercancía". Junto con la goleta Unión, también de su propiedad, hasta febrero de 1814 siguió afectada al tráfico comercial entre la capital revolucionaria y Colonia, efectuando ataques de oportunidad a embarcaciones realistas procedentes de Montevideo.